# LHS 337
LHS 337 is een rode dwerg met een spectraalklasse van M4.0V. De ster bevindt zich 21,73 lichtjaar van de zon.